# 亚细亚生产方式
亚细亚生产方式（英語：Asiatic mode of production，縮寫為 AMP），由卡尔·马克思在1850年代開始發展的理論，曾在1859年出版的《政治经济学批判》的序言中提到。是东方历史中一个特殊的生产方式，具体为：国家以农村公社为基本社会组织；国家在社会生活中管理农村公社；国家指挥农村公社来进行大型工程的建设。亚细亚生产方式的重要特点是土地公有，不允许自由转让。
典型的国家有古代的沙俄、印度、中国等等。
在亚细亚生产方式之下，国家的产生与西方有所不同，国家并非阶级矛盾不可调和的产物，而是作为一个管理者顺应社会需要所诞生的。在亚细亚生产方式下，东方国家普遍具有专制主义特色，民主、自由的思想也很难在东方产生。值得一提的是，中国在春秋战国时便突破了农村公社的生产方式，通过“废封建，开阡陌”，废除“井田制”等一些措施确立了土地私有制，土地自由买卖得到了承认，但是专制主义却保留了下来并不断强化，影响深远。